# ゲンカイツツジ
ゲンカイツツジ（玄界躑躅 学名Rhododendron mucronulatum Turcz. var. ciliatum Nakai）はツツジ科ツツジ属の落葉低木。
玄界灘に面した地域に多いので、この名がついた。対馬に多く、中国地方、四国、瀬戸内の西部と、朝鮮半島に分布して、岩場に多い。朝鮮半島に分布するカラムラサキツツジの変種である。3-4cmの紅紫色の花が3-4月に咲く。花の色と大きさは、ミツバツツジ類と似ているが、より丸みを帯びている。ミツバツツジ類の丸みをおびた菱形の3枚の葉と異なり、葉は細い。
長崎県対馬市の市の花。